# Nagytevel
Nagytevel là một thị trấn thuộc hạt Veszprém, Hungary. Thị trấn này có diện tích 14,41 km², dân số năm 2010 là 518 người, mật độ 36 người/km².